# أشباه الوحشيات
أشباه الوحشيات (الاسم العلمي: Theriimorpha)، هي فرع حيوي من الثدييات يُعرّف بأنه يضم جميع الثدييات الأكثر ارتباطًا بالوحشيات الحقيقية (تشمل الثدييات المشيمية والجرابيات) مقارنةً بالثدييات أحادية المسلك. عادةً ما تُعتبر مخروطيات الأسنان الثلاثية الحقيقية من بين الأعضاء الأكثر قاعدية في هذه المجموعة، بينما تُصنّف الأعضاء الأخرى الأكثر ارتباطًا بالوحشيات، مثل الوحشيات الأخرى، ضمن الفصيلة الفرعية وحشيات الشكل، على الرغم من ذلك، أشارت بعض التحليلات إلى أن "مخروطيات الأسنان الثلاثية الحقيقية" أقل ارتباطًا بالوحشيات من ارتباط الثدييات أحادية المسلك بها، مما يضعها خارج المجموعة التاجية للثدييات.